# محمد السنباطي
محمد محمد محمد السنباطي (1948-) هو كاتب ومترجم وروائي مصري، ولد في شبراخيت في محافظة البحيرة، تلقى تعليمه الجامعي بالإسكندرية حيث تخرج في قسم الدراسات الفلسفية والاجتماعية بكلية التربية عام 1970، والتحق بمعهد الترجمة بنفس الجامعة، عمل معلمًا للغة الفرنسية لأكثر من عقدين، ونشر أعماله ومترجماته في العديد من الصحف والدوريات العربية،  فازت أعماله بالعديد من الجوائز منها الجائزة الأولى من نادي القصة بالقاهرة 2008 عن رواية «ضحكات الخريف» والجائزة الأولى في القصة الطويلة من نادي القصة بالقاهرة 1997 عن رواية «خطّ النار ممتدّ»، عمل رئيسًا لنادي أدب شبراخيت لعدة أعوام، ويعمل حاليًا رئيسَ تحرير مجلة “إبداعات بحراوية” التي تصدر عن مديرية الثقافة بمحافظة البحيرة.

## مؤلفات
صدرت له عدة أعمال أدبية منها:
روايات:
- «عشيقة عرابي»، رواية، مؤسسة سندباد بالقاهرة، 2009.[3]
- «خط النار ممتد»، مركز الحضارة العربية بالقاهرة، 2010.[4]
- «أنهار الدم»، رواية، مركز الحضارة العربية، 2010.
- «محطة المنصورة»، رواية، مركز الحضارة العربية، 2016.[5]
- «شظايا الجريمة»، رواية، مركز عماد قطري 2016.
- «في البحث عن الزمن المفقود»، ترجمة، دار الهلال، سلسلة روايات الهلال، 2012.[6]
- «الأب جوريو»، رواية، ترجمة عن المؤلف:أونوريه دي بلزاك، الهيئة العامة لقصور الثقافة سلسلة المئة كتاب، 2013.
- «شرفة تطل على بيت قديم: رواية»، دار غراب للنشر والتوزيع، القاهرة، 2018.[7]
- «إسكندريّة شرقًا وغربًا»، رواية.
- «وراء الجبل»، رواية.
- «جبل وغابة: رواية»، مركز الحضارة العربية، القاهرة، 2019.[8]
- «ضحكات الخريف»، رواية.
- «لم يخطر على بال»، رواية.

مجموعات قصصية:
- «صباح بارد مغطى بالدموع: مجموعة قصصية»، مركز الحضارة العربية، القاهرة، 2019.[9]
- «ألوان غير مألوفة: مجموعة قصصية»، مركز الحضارة العربية، القاهرة، 2019.[10]

شعر:
- «شمس الطفولة طفولة الشمس»، شعر للأطفال، النشر الإقليمي، 2002.[11]
- «ديوان موسيقا النار»، شعر، طبعة خاصة، 2003.[12]
- «بالموج أكتب: شعر»، مركز الحضارة العربية، القاهرة، 2016.[13]
- «مصريات: شعر»، مركز الحضارة العربية، 2017.[14]

أخرى:
- «أخي آرتور»، تأليف: إيزابيل رامبو، ترجمة: محمد السنباطي، المجلة الفصلية مشارف مقدسية.
- «الحجاج بن يوسف الثقفي السيف والكلمة»، مؤسسة حورس الدولية للنشر والتوزيع، 2012.[15]
- «الإلياذة الإسلامية»، الهيئة العامة لقصور الثقافة سلسلة الأعمال الخاصة، 2018.[16]
- «حضارتنا في اندونيسيا: دراسة عن الآثار الجنسية والدينية والفكرية»، دار القلم، 1982.[17]
- «ترجمة المعاني القرآنية»، مطابع الدوحة الحديثة، الدوحة.[18]
- «منهج ابن القيم في التفسير»، الهيئة العامة لشئون المطابع الأميرية، القاهرة، 1973.[19]
- «دراسات في التفسير».[20]

## نقد ودراسات عن الراوي
- «رائعة الروائي محمد محمد السنباطي عشيقة عرابي»، الدكتور زهير ياسين شليبة.
- «عبق التاريخ في رواية خط النار ممتد»، الدكتور زهير ياسين شليبة.
- «صنعة السرد التقافزي في رواية عشيقة عرابي»، الناقد محمد مناع
- «محمد محمد السنباطي روائي يوقظ التاريخ من رقدته الباردة»، حوار صحفي مع صحيفة السياسة الكويتية.

## جوائز
- الجائزة الأولى في الرواية من نادي القصة بالقاهرة عن رواية خط النار ممتد.
- جائزة دار أخبار اليوم عن رواية إسكندرية شرقا وغربا.
- الجائزة الأولى من نادي القصة بالقاهرة عن رواية ضحكات الخريف.
- جائزة نادي أدب المدينة المنورة عن قصص للأطفال.
- جائزة إحسان عبد القدوس في الرواية عن رواية لم يخطر على بال.
- جائزة صالون سلوى علوان عن رواية وراء الجبل.